# Altdorfer Wald (FFH-Gebiet)
Das Gebiet Altdorfer Wald ist ein 2005 durch das Regierungspräsidium Tübingen nach der Richtlinie 92/43/EWG (Fauna-Flora-Habitat-Richtlinie) angemeldetes Schutzgebiet (Schutzgebietskennung DE-8124-341) im Südosten des deutschen Landes Baden-Württemberg. Mit Verordnung des Regierungspräsidiums Tübingen vom 5. November 2018 (in Kraft getreten am 11. Januar 2019), wurde das Schutzgebiet förmlich ausgewiesen.

## Lage
Das rund 1371 Hektar große Schutzgebiet Altdorfer Wald gehört naturräumlich zum Voralpinen Hügel- und Moorland mit den Naturräumen Bodenseebecken, Oberschwäbisches Hügelland und Westallgäuer Hügelland. Seine zehn Teilgebiete liegen in den Gemeinden Bad Waldsee, Baienfurt, Baindt, Bergatreute, Kißlegg, Ravensburg, Schlier, Vogt, Weingarten, Wolfegg und Wolpertswende im Landkreis Ravensburg.

## Schutzzweck

### Lebensraumtypen
Folgende Lebensraumtypen nach Anhang I der FFH-Richtlinie kommen im Gebiet vor:
| EU Code | * | Lebensraumtyp (offizielle Bezeichnung)                                                                              | Kurzbezeichnung                                              |
| ------- | - | --- | ------------------------------------------------------------ |
| 3130    |   | Oligo- bis mesotrophe stehende Gewässer mit Vegetation der Littorelletea uniflorae und/oder der Isoëto-Nanojunceata | Nährstoffarme bis mäßig nährstoffreiche Stillgewässer        |
| 3140    |   | Oligo- bis mesotrophe kalkhaltige Gewässer mit benthischer Vegetation aus Armleuchteralgen                          | Kalkreiche, nährstoffarme Stillgewässer mit Armleuchteralgen |
| 3150    |   | Natürliche eutrophe Seen mit einer Vegetation des Magnopotamions oder Hydrocharitions                               | Natürliche nährstoffreiche Seen                              |
| 3260    |   | Flüsse der planaren bis montanen Stufe mit Vegetation des Ranunculion fluitantis und des Callitricho-Batrachion     | Fließgewässer mit flutender Wasservegetation                 |
| 6210    |   | Naturnahe Kalk-Trockenrasen und deren Verbuschungsstadien (Festuco-Brometalia)                                      | Kalk-Magerrasen                                              |
| 6410    |   | Pfeifengraswiesen auf kalkreichem Boden, torfigen und tonig-schluffigen Böden (Molinion caeruleae)                  | Feuchte Hochstaudenfluren                                    |
| 6430    |   | Feuchte Hochstaudenfluren der planaren und montanen bis alpinen Stufe                                               | Feuchte Hochstaudenfluren                                    |
| 7110    |   | Lebende Hochmoore                                                                                                   | Naturnahe Hochmoore                                          |
| 7140    |   | Übergangs- und Schwingrasenmoore                                                                                    | Übergangs- und Schwingrasenmoore                             |
| 7150    |   | Torfmoor-Schlenken (Rhynchosporion)                                                                                 | Torfmoor-Schlenken                                           |
| 7210    | * | Kalkreiche Sümpfe mit Cladium mariscus und Arten des Caricion davallianae                                           | Kalkreiche Sümpfe mit Schneidried                            |
| 7220    | * | Kalktuffquellen (Cratoneurion)                                                                                      | Kalktuffquellen                                              |
| 7230    |   | Kalkreiche Niedermoore                                                                                              | Kalkreiche Niedermoore                                       |
| 8210    |   | Kalkfelsen mit Felsspaltenvegetation                                                                                | Kalkfelsen mit Felsspaltenvegetation                         |
| 9130    |   | Waldmeister-Buchenwald (Asperulo-Fagetum)                                                                           | Waldmeister-Buchenwald                                       |
| 9180    | * | Schlucht- und Hangmischwälder (Tilio-Acerion)                                                                       | Schlucht- und Hangmischwälder                                |
| 91D0    | * | Moorwälder | Moorwälder                                                   |
| 91E0    | * | Auen-Wälder mit Alnus glutinosa und Fraxinus excelsior (Alno-Padion, Alnion incanae, Salicion albae)                | Auenwälder mit Erle, Esche, Weide                            |
| 9410    |   | Montane bis alpine bodensaure Fichtenwälder (Vaccinio-Piceetea)                                                     | Bodensaure Nadelwälder                                       |

### Arteninventar
Folgende Arten von gemeinschaftlichem Interesse kommen im Gebiet vor:
| Bild                       | EU Code | * | Art                        | wissenschaftlicher Name     | Artengruppe    |
| -------------------------- | ------- | - | -------------------------- | --------------------------- | -------------- |
| Vierzähnige Windelschnecke | 1013    |   | Vierzähnige Windelschnecke | Vertigo geyeri              | Schnecken      |
| Schmale Windelschnecke     | 1014    |   | Schmale Windelschnecke     | Vertigo angustior           | Schnecken      |
| Kleine Flussmuschel        | 1032    |   | Kleine Flussmuschel        | Unio crassus                | Muscheln       |
| Helm-Azurjungfer           | 1044    |   | Helm-Azurjungfer           | Coenagrion mercuriale       | Libellen       |
| Goldener Scheckenfalter    | 1065    |   | Goldener Scheckenfalter    | Euphydryas aurinia          | Schmetterlinge |
| Steinkrebs                 | 1093    | * | Steinkrebs                 | Austropotamobius torrentium | Krebse         |
| Kammmolch                  | 1166    |   | Kammmolch                  | Triturus cristatus          | Amphibien      |
| Gelbbauchunke              | 1193    |   | Gelbbauchunke              | Bombina variegata           | Amphibien      |
| Großes Mausohr             | 1324    |   | Großes Mausohr             | Myotis myotis               | Säugetiere     |
| Biber                      | 1337    |   | Biber                      | Castor fiber                | Säugetiere     |
| Grünes Besenmoos           | 1381    |   | Grünes Besenmoos           | Dicranum viride             | Moose          |
| Grünes Koboldmoos          | 1386    |   | Grünes Koboldmoos          | Buxbaumia viridis           | Moose          |
| Gelber Frauenschuh         | 1902    |   | Gelber Frauenschuh         | Cypripedium calceolus       | Pflanzen       |
| Sumpf-Glanzkraut           | 1903    |   | Sumpf-Glanzkraut           | Liparis loeselii            | Pflanzen       |

### Zusammenhängende Schutzgebiete
Das FFH-Gebiet umfasst die Naturschutzgebiete Füremoos, Tuffsteinbruch Weissenbronnen, Wolfegger Ach, Girasmoos, Saßweiher und Lochmoos.